# Вилхелм II (Монферат)
Вижте пояснителната страница за други личности с името Вилхелм.
Вилхелм II (на италиански: Gugliemo II, Wilhelm II, † 961 г.) от род Алерамичи е до 961 г. съ-маркграф на Монферат заедно с баща си Алерам.
Той е най-възрастният син и наследник на маркграф Алерам Монфератски († 991) и първата му съпруга Аделаида. Той е кръстен на дядо си граф Вилхелм I.
Вилхелм II е брат на Ото I и Анселм.
Той умира вероятно през 961 г.